# Luis Yáñez-Barnuevo García

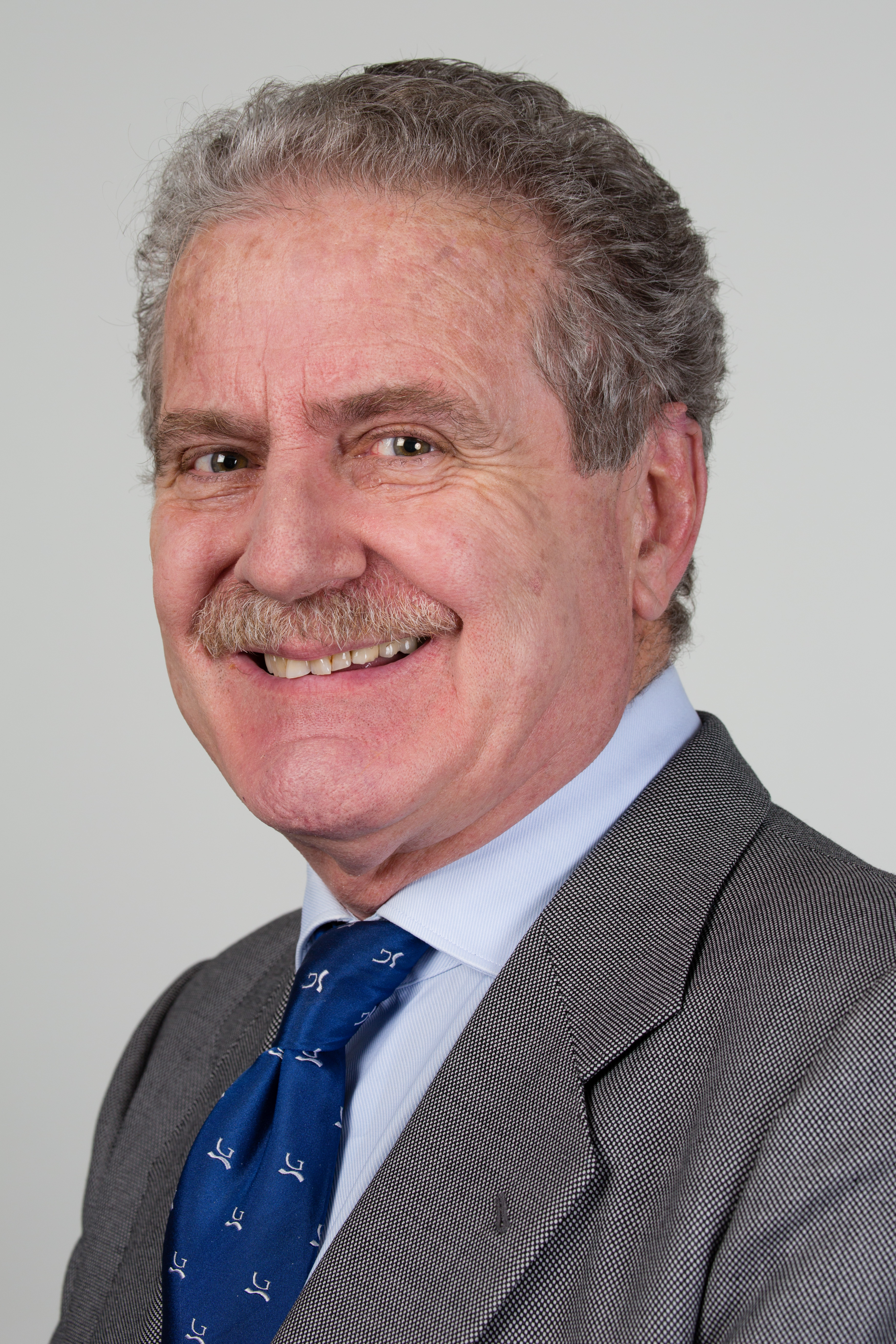
Luis Yáñez-Barnuevo García (2014)

Luis Yáñez-Barnuevo García (* 12. April 1943 in Coria del Río) ist ein spanischer Arzt und Politiker der sozialistischen Partei PSOE. Er ist Mitglied des Europäischen Parlaments.

## Leben
Nach einem Studium der Medizin und Chirurgie, das er 1967 abschloss, promovierte Yáñez-Barnuevo 1970 in Gynäkologie. Ab 1971 war er Assistenzarzt für Gynäkologie in Sevilla, ab 1974 Leiter der gynäkologischen Station in Málaga.
Politisch schloss er sich noch während der Franco-Diktatur der damals verbotenen Partei PSOE an, zu deren Führung in Sevilla auch Felipe González und Alfonso Guerra zählten. Während des Übergangs zur Demokratie war Yáñez-Barnuevo von 1975 bis 1979 im PSOE-Vorstand für internationale Beziehungen zuständig. 1980 bis 1985 war er Vorsitzender der Partei in der Region Andalusien.
Bei den ersten demokratischen Parlamentswahlen 1977 wurde Yáñez-Barnuevo in das spanische Abgeordnetenhaus gewählt, dem er bis 2000 angehörte. Während der Regierungszeit von Felipe González war er von 1985 bis 1991 Staatssekretär für Internationale Zusammenarbeit und für Iberoamerika. Ab 1991 gehörte er auch dem Stadtrat von Sevilla an, wo er Sprecher der PSOE-Fraktion war.
Von 1999 bis 2004 war Yáñez-Barnuevo Mitglied der Parlamentarischen Versammlung des Europarats und der Parlamentarischen Versammlung der Westeuropäischen Union. Schließlich wurde er bei der Europawahl 2004 ins Europäische Parlament gewählt. Hier war er Mitglied im Ausschuss für auswärtige Angelegenheiten sowie in dessen Unterausschuss für Sicherheit und Verteidigung.

## EU-Parlamentarier
In der Periode 2009 bis 2014 ist Yáñez-Barnuevo Vorsitzender der Delegation für die Beziehungen zu den Ländern des Mercosur.
Mitglied ist er in der Konferenz der Delegationsvorsitze, im Ausschuss für konstitutionelle Fragen, im Unterausschuss für Sicherheit und Verteidigung und in der Delegation in der Parlamentarischen Versammlung Europa-Lateinamerika.
Als Stellvertreter ist er im Ausschuss für auswärtige Angelegenheiten und in der Delegation für die Beziehungen zur Volksrepublik China.